# ハヤシライス
ハヤシライスは、薄切り牛肉とタマネギをデミグラスソースで煮たものを米飯の上にかけた料理。ハイシライスと呼ばれることもある。
地域によっては牛肉を豚肉で代用したり、マッシュルームやその他の具材を加えることもある。カレーライスなどと同様に、即席の固形ルーや温めて米飯にかけるだけで食べることのできるソースが市販されている。

## 「ハヤシ」の語源

### 英語を語源とする説
ハッシュドビーフ・ウィズ・ライス (Hashed beef with Rice) やハッシュド・アンド・ライス (Hashed and rice) などといった名前が、「ハッシ・ライス」あるいは「ハイシ・ライス」となり、それが訛って「ハヤシライス」となったという説がある。
言語学者の楳垣実が1944年の自著『日本外来語の研究』の中で、明治時代によく使われていた古語（および古語の影響の残る方言）で「こまかく切る」という意味を持つ「はやす」という動詞を取り上げ、英語のハッシュド (Hashed) がハッシやハイシなどと訛ったうえで、「はやす」との意味の類推から「はやし肉」などといった語が生まれたことによってハヤシライスになったのであろう、と述べている。この傍証として、1908年発行の『海軍割烹術参考書』にドライハヤシ、ドライハイシとしてハッシュドポテトの調理法が書かれていることが挙げられる。
なお、英語で「ハッシュ」 (Hash) と言った場合、ハッシュドポテト系の料理を指す場合と、肉汁のスープ（デミグラスソース）で煮込む料理を指す場合とがある（#発祥も参照）。ルポライターの澁川祐子もこの2つが明治年間に混同され、最終的に米飯に合う煮込み料理としてのハッシュだけがハヤシと呼ばれ、普及していったのではないかと述べている。
その後、大正年間から昭和年間にかけての料理書では「ハヤシライス」の名称が頻出するようになり、「ハッシュドビーフ」の名称は使用されなくなっていったとしている。

### その他の説
早矢仕有的説
丸善創業者の早矢仕有的（はやし ゆうてき）が作った牛肉と野菜のごった煮に由来するとする説。『丸善百年史』に掲載されている説である。#発祥も参照。
林某説 (1)
上野精養軒のコックをしていた「林」が、従業員の賄い飯として作ったところ好評であったことから、これをメニューにしたとする説。しかしながら、林という人物が実在していたか定かではなく、信憑性は薄い。
林某説 (2)
明治初年に横浜に在住していた「林」という男が由来であるとする説。林はある洋食屋に行くと「カレー粉抜きのカレーライス」という注文をよくしていた。当初、この料理には名前がなかったので、店員たちはこれを「林さんのカレーライス」、さらに略して「林ライス」と呼ぶようになった。これが他の客にも伝わって評判となり、いつしか他の店でも食べられるようになった、とするもの。自著でこの説を紹介した楳垣は、「面白いが作り話に違いない」とこれを退けている。

## 発祥

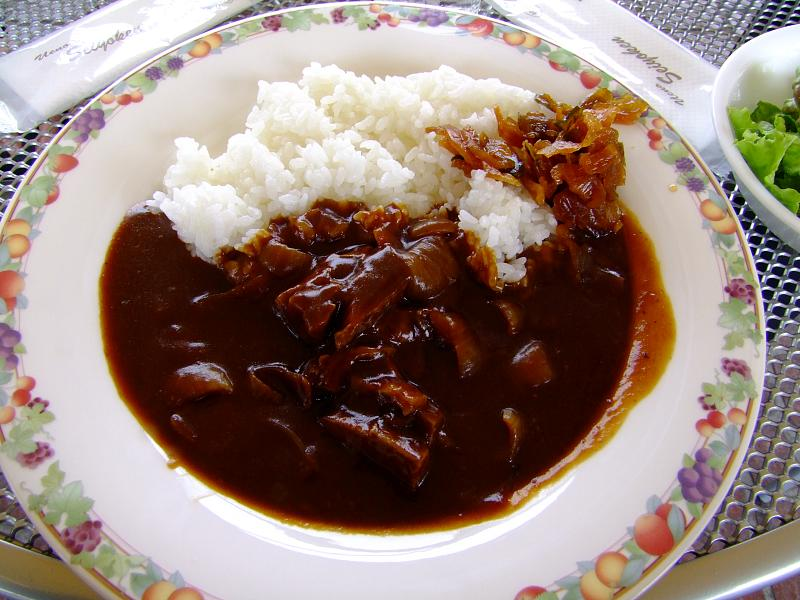
上野精養軒のハヤシライス

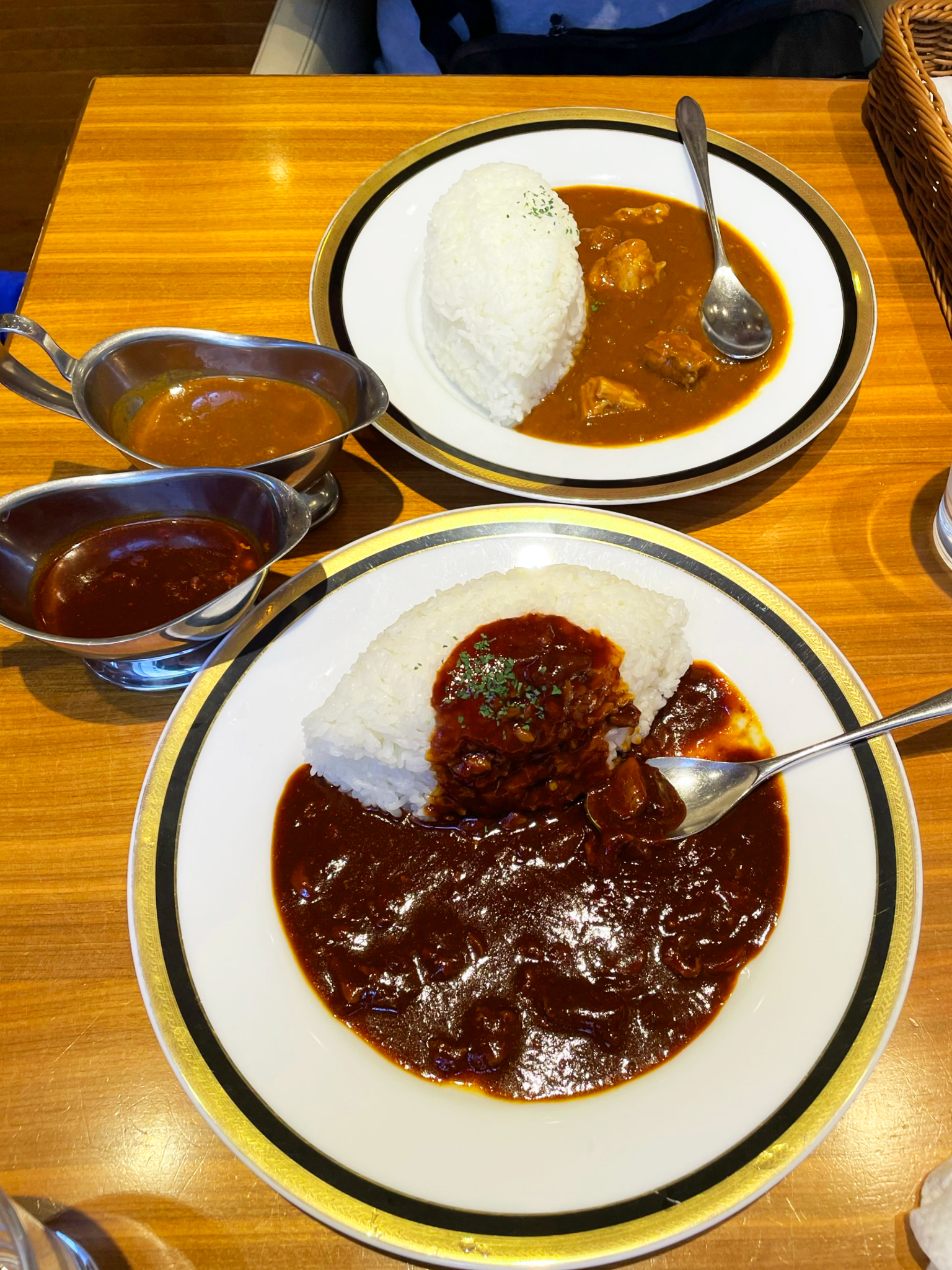
MARUZEN café 日本橋店で提供する「早矢仕ライス（ハヤシライス）」（手前）とカレーライス（奥）

発祥に関しても諸説あり、定かではない。丸善以外にも複数の店がハヤシライスの元祖を名乗っている。
ハッシュドビーフ説

イギリス・アメリカの古い料理書に、Hashed beefと命名された牛肉の薄切りを煮込んだ料理が掲載されていることから、これが日本に伝わったものがライスと合わさってできたとする説。
1881年にアメリカ合衆国で発行された家事のガイドブック『Household Cyclopedia』には、"Hashed Beef, Plain"という、牛肉の薄切りとたまねぎをアンチョビーソース、マッシュルームケチャップおよび肉汁のスープで煮込むレシピが掲載されている。1888年には、『軽便西洋料理法指南: 実地応用一名・西洋料理早学び』（マダーム・ブラン述 1888、洋食庖人〈松井鉉太郎〉著）に、「ハヤシビフ」という名の"Hashed Beef, Plain"に似たレシピの料理が掲載されている。その後、1909年発行の『女道大鑑』(三八光商会編輯部 1909)、1912年発行の『洋食のおけいこ』(緑葉女史・述 1912)といった書籍に、「ハヤシビーフ」のレシピが掲載されている。
一方、1885年発行の『手軽西洋料理』（クララ・ホイットニー著）、1894年の『獨習西洋料理法』（バツクマスターほか著、八巻文三郎）、1907年の『家庭応用洋食五百種』（赤堀吉松、赤堀峰吉、赤堀菊子著、新橋堂書店）、1909年の『簡易西洋料理弐百種』（白井悦子著、弘道館）などの同時期の料理書には、「Beef Hash」（ビーフハッシュ）や「ハッシュビーフ」、「ビーフ、ハヤシ」などの名前で、牛肉と細かく切ったポテトを炒めて作るハッシュドポテト風の料理が紹介されており、この時代から類似の名称でまったく違う料理が紹介され、混乱があったことをうかがわせる。
早矢仕有的説
丸善創業者の早矢仕有的が考案した、肉と野菜のごった煮にご飯を添えたものが有名となって「ハヤシライス」と称されるようになり、いつしかレストランのメニューにもなったとする説。早矢仕が友人たちに有り合わせの野菜類や肉類を煮込んだ料理を饗応したとも、横浜での勤務医時代に、病院の患者向けの栄養食として考案したとも、丸善に務める丁稚向けの夜食として考案したともされる。1935年発行の『季刊明治文化研究 第五輯』（明治文化研究会）に掲載された『早矢仕有的傳』（蛯原八郎著）ならびに1980年発行の『丸善百年史』にこの説が掲載されている。
ただし、『早矢仕有的傳』においては「話としては是は至極面白いが餘りに面白過ぎる嫌いがないでもない」と指摘し、有的の長男である早矢仕四郎の言葉として、明治初年以来に有的やその友人が通いつめた洋食屋である神田佐久間町の三河屋にて、明治20年（1887年）頃までハッシュ・ビーフが流行っており、この「ハッシュ・ビーフ」が「ハヤシ・ビーフ」にいつの間にか転訛したのだ、と述べられている。また、『丸善百年史』では、「これとライスと合せて称したものが、ハヤシライスの語源に違いない。しかし三河屋も有的が贔屓にした料理屋であるから、間接に関係があるといえば、いえないこともあるまい」と記載されている。
これに対し、早矢仕の子孫である丸家稔は、有的の孫である自身の母が繰り返し語ったハヤシライスと有的の関係や、有的の勤務していた横浜では外国人居留地があって肉類が手に入りやすかったことなどの状況から、自身の医院で病院食として栄養失調患者に治療として食べさせたのが始まりに間違いないと反駁している。
もっとも、これらの資料には早矢仕有的が作った元々の「肉と野菜のごった煮」が、いかなるレシピの料理であったかは説明がなく、早矢仕有的とハヤシライスを直接結びつける資料も見つかっていない。また、三河屋で流行ったという「ハッシュ・ビーフ」についても、肉汁のスープで煮込む系統の料理であったのか、ポテトを使う系統の料理であったのかは不明である。なお、ドミグラスソースが日本に伝来したのは明治30年代（1897年以降）であり、有的が作った料理については醤油か味噌の味つけだったのではないか、と丸善の広報担当者は推測している。また、「早矢仕ライス」の名で丸善のレストランで提供されたハヤシライスも、初期にはトマトベースであったと唱える説も聞かれる。
煉瓦亭説
銀座の老舗洋食店煉瓦亭3代目の木田明利は「日本橋丸善が元祖ではあるが、あれはチャプスイに近い」とし、ドミグラスソースのハヤシライスは自店が元祖であると語っている。
秋山徳蔵・上野精養軒説
元宮内庁大膳課の料理人である渡辺誠は、食文化研究家の小菅桂子の著書において、宮内省大膳寮初代厨司長（戦後は宮内庁大膳課主厨長）であった秋山徳蔵が考案した宮内省版ハヤシライスが元祖であると主張した。秋山の料理は東欧料理のグヤーシュをベースとして創作されたもので、これが上野精養軒のコックであった「林」に伝わり、「ハヤシライス」という名で世に広まったという説である。しかしながら、秋山が宮内省に入省したのは1913年のことであり、それより前の1907年3月10日付の朝日新聞に、東京神田の岡島商店の『固形ハヤシライスの種』という商品の広告がすでに掲載されていたことから、この説には信憑性がない。
上記のほか、フランスの伝統的な家庭料理のミロトンが原型とする説もある。